# Jacques Rivette
Jacques Rivette, född 1 mars 1928 i Rouen, död 29 januari 2016 i Paris, var en fransk filmregissör.
Jacques Rivette flyttade till Paris 1949 och lärde snabbt att känna Éric Rohmer, François Truffaut och Jean-Luc Godard genom olika filmklubbar. Han var med vid starten av tidskriften Cahiers du cinéma och var under en tid dess redaktör. Det var Rivette som övertalade kretsen kring Cahiers du cinéma om att de själva borde göra filmer, vilket blev starten på den franska nya vågen. Rivettes egna filmer var rotade i hans arbete som kritiker och teoretiker. De kretsade ofta kring frågor om representation och skiljelinjen mellan det föreställda och verkligheten.

## Filmografi
- Aux quatre coins (1950) – kortfilm
- Le Quadrille (1950) – kortfilm
- Le Divertissement (1952) – kortfilm
- Le Coup du Berger (1956) – kortfilm
- Paris – öppen stad (Paris nous appartient) (1960)
- Nunnan (Suzanne Simonin, la Religieuse de Diderot) (1966)
- L'Amour fou (1968)
- Out 1: Noli me tangere (1971)
- Naissance et mont de Prométhée (1974) – kortfilm
- Céline och Julie gör en båttur (Céline et Julie vont en bateau) (1974)
- Duelle (1976)
- Noroît (1976)
- Merry-Go-Round (1978)
- Le Pont du Nord (1981)
- Paris s'en va (1982)
- L'Amour par terre (1984)
- Hurlevent (1986)
- La Bande des quatre (1988)
- Den sköna satmaran (La belle noiseuse) (1991)
- Jeanne – jungfrun av Orléans. Del 1. Striderna (Jeanne la Pucelle: Les Batailles) (1994)
- Jeanne – jungfrun av Orléans. Del 2. Fängelserna (Jeanne la Pucelle: Les Prisons) (1994)
- Haut bas fragile (1995)
- Secret défense (1998)
- Va savoir (2001)
- Historien om Marie och Julien (Histoire de Marie et Julien) (2003)
- Ne touchez pas la hache (2007)
- 36 vues du pic Saint-Loup (2009)